# Gmina Filipów
Die Gmina Filipów ist eine Landgemeinde im Powiat Suwalski der Woiwodschaft Podlachien in Polen. Ihr Sitz ist das gleichnamige Dorf (litauisch Pilypavas).

## Gliederung
Zur Landgemeinde Filipów gehören folgende Ortsteile mit einem Schulzenamt:
Agrafinówka
Bartnia Góra
Bitkowo
Czarne
Czostków
Filipów (I–IV)
Garbas Pierwszy
Garbas Drugi
Jemieliste
Mieruniszki
Nowa Dębszczyzna
Nowe Motule
Olszanka
Piecki
Rospuda
Smolenka
Stara Dębszczyzna
Stare Motule
Supienie
Szafranki
Tabałówka
Wólka
Zusno

## Persönlichkeiten
- Andrzej Wiszowaty (1608–1678), unitarischer Philosoph, Sozianer und Theologe; geboren in Filipów.